# Áed mac Conchobair
Áed mac Conchobair (mort en 888) est un roi de Connacht issu des Uí Briúin, une branche des Connachta. Il est le fils aîné de Conchobar mac Taidg Móir (mort en 882), le précédent souverain, et il est le premier de ses trois fils à occuper successivement le trône. Il appartient au Síl Muiredaig, l'un des sept des Uí Briúin, et règne de 882 à 888.
Le règne d'Áed est occupé par les conflits avec les Vikings. En 887, les Connachta infligent de lourdes pertes aux Vikings de Limerick. En 888, Áed trouve la mort lors de la bataille du Pèlerin, où l'Ard ri Erenn Flann Sinna (mort en 916) est défait par les Vikings du royaume de Dublin.

## Sources
- (en) Francis John Byrne, Irish Kings and High-Kings, Londres, Batsford, 1973 (ISBN 0-7134-5882-8)
- (en) T.W Moody, F.X. Martin, F.J. Byrne A New History of Ireland IX Maps, Genealogies, Lists. A companion to Irish History part II . Oxford University Press réédition 2011  (ISBN 978-0-199-59306-4) Kings of Connacht to 1224 p. 138.